# Flores deshojadas
Flores deshojadas es una obra del pintor español, de finales del siglo XIX y principios del XX, Ramón Casas.
A finales del xix existía la creencia paramédica de que una persona infectada de sífilis podía curarse completamente si tenía relaciones con una mujer virgen, una idea paralela a la que existe hoy en día en el África negra respecto al sida. La difusión de esta teoría tuvo como consecuencia un aumento terrible de los casos de violaciones de adolescentes. Casas denuncia el hecho con esta obra, en la que nos muestra a una joven desnuda tendida en el suelo rodeada de rosas con los pétalos arrancados, símbolo de la agresión de la que acaba de ser víctima y que dan título al cuadro. El punto de vista, cenital, con el que la representa, refuerza la sensación de indefensión que desprende, aumentando aún más el dramatismo. Este punto de vista se conoce en pintura precisamente como masculino-opresivo. 
Estilísticamente tiene relación con otros cuadros que el pintor había realizado ese mismo año de 1894, que muestran a muchachas desnudas tendidas en el suelo en complejos escorzos, como Desnudo, en el que aparece una mujer joven desnuda sobre el suelo, en posición fetal y con el rostro tapado por su largo cabello. Era éste del desnudo femenino un tema entonces novedoso en la carrera del artista, que se había iniciado en él tan sólo un año antes. 
Casas presentó el cuadro en la Exposición General de Bellas Artes de Barcelona de ese año. La obra causó un gran escándalo, y no encontró comprador, por lo que acabó por regalársela a su amigo el músico Isaac Albéniz, como indica la inscripción (en catalán) que aparece en el margen inferior izquierdo: "al meu amic l'eminent compositor I. Albéniz" ("a mi amigo el eminente compositor I. Albéniz"). Está firmado y fechado justo debajo: "R. Casas 94".
- Datos: Q5863175